# Jan Bo Petersen
Jan Bo Petersen (Næstved, 28 de julio de 1970) es un deportista danés que compitió en ciclismo en la modalidad de pista, especialista en las pruebas de persecución por equipos y puntuación.
Participó en dos Juegos Olímpicos de Verano, entre los años 1992 y 1996, obteniendo una medalla de bronce en Barcelona 1992 en la prueba de persecución por equipos (junto con Ken Frost, Jimmi Madsen y Klaus Kynde Nielsen).
Ganó cinco medallas en el Campeonato Mundial de Ciclismo en Pista entre los años 1990 y 1994.

## Medallero internacional
| Juegos Olímpicos   | Juegos Olímpicos     | Juegos Olímpicos  | Juegos Olímpicos           |
| Año                | Lugar                | Medalla           | Competición                |
| ------------------ | -------------------- | ----------------- | -------------------------- |
| 1992               | Barcelona (España)   | Medalla de bronce | Persecución por equipos    |
| Campeonato Mundial |                      |                   |                            |
| Año                | Lugar                | Medalla           | Competición                |
| 1990               | Maebashi (Japón)     | Medalla de bronce | Puntuación (A)             |
| 1991               | Stuttgart (Alemania) | Medalla de bronce | Persecución individual (A) |
| 1991               | Stuttgart (Alemania) | Medalla de bronce | Puntuación (A)             |
| 1993               | Hamar (Noruega)      | Medalla de bronce | Persecución por equipos    |
| 1994               | Palermo (Italia)     | Medalla de plata  | Puntuación                 |